# Gan Ha'Aliya HaShniya
Gan Ha'Aliya HaShniya (hebreiska: Gan Ha‘Aliyya HaShniyya, גן העלייה השניה, Gan Ha’Aliya HaShniya) är en park i Israel.   Den ligger i distriktet Tel Aviv-distriktet, i den norra delen av landet. Gan Ha'Aliya HaShniya ligger 73 meter över havet.
Terrängen runt Gan Ha'Aliya HaShniya är huvudsakligen platt. Gan Ha'Aliya HaShniya ligger uppe på en höjd.Runt Gan Ha'Aliya HaShniya är det mycket tätbefolkat, med 4 670 invånare per kvadratkilometer. Närmaste större samhälle är Tel Aviv, 3,4 km väster om Gan Ha'Aliya HaShniya. Runt Gan Ha'Aliya HaShniya är det i huvudsak tätbebyggt.